# Turczaninovia fastigiata
 Turczaninovia fastigiata    (Fisch.) DC., 1836 è una specie di piante angiosperme dicotiledoni della famiglia delle Asteraceae, sottofamiglia Asteroideae, tribù Astereae (Aster lineage) e sottotribù Asterinae.  Turczaninovia fastigiata  è anche l'unica specie del genere  Turczaninovia  DC., 1836.

## Etimologia
Il nome generico (Turczaninovia ) è in onore del botanico russo Nikolai Turczaninov (1796-1864).     L'epiteto specifico ( fastigiata) deriva dal latino "fastigium", che significa "spicchio" o "punta". Questo termine si riferisce alla forma della pianta, che è eretta e con i rami che si allungano verso l'alto.
Il nome scientifico della specie è stato definito dai botanici Friedrich Ernst Ludwig von Fischer (1782-1854) e Augustin Pyramus de Candolle (1778-1841) nella pubblicazione " Prodromus Systematis Naturalis Regni Vegetabilis ... (DC.)" (  Prodr. [A. P. de Candolle] 5: 258) del 1836. Il nome scientifico del genere è stato definito nella stessa pubblicazione.

## Descrizione
Portamento. La specie di questa voce ha un habitus di tipo erbaceo perenne.
Fusto. La parte aerea in genere è eretta, semplice o ramosa. I fusti sono glabri inferiormente; altrimenti la pubescenza varia da scarsamente strigosa a densamente strigoso-tomentosa verso l'alto. Altezza media: 30 - 80 cm.
Foglie. Le foglie in genere sono disposte in modo alternato, picciolate (quelle inferiori) o sessili. Si distinguono in basali (possono formare una rosetta basale) e in cauline (in genere di minori dimensioni). La lamina è semplice con forme da lanceolate a lineari-lanceolate; i margini sono interi o revoluti; gli apici sono acuminati. Sulla superficie possono essere presenti dei punti ghiandolari. All'antesi le foglie sono appassite. Dimensione delle foglie: 3 -12 × 0,3 -1,5 cm.
Infiorescenza. Le sinflorescenze sono composte da diversi capolini raccolti in formazioni corimbose. Le infiorescenze vere e proprie sono composte da un capolino terminale peduncolato (i peduncoli sono sottili) di tipo radiato con fiori eterogami. I capolini sono formati da un involucro, con forme da cilindrico-campanulate a campanulate, composto da diverse brattee, al cui interno un ricettacolo fa da base ai fiori di due tipi: fiori del raggio e fiori del disco. Le brattee, piatte e a consistenza erbacea, sono disposte in modo più o meno embricato su 2 - 3 serie. Il ricettacolo, alveolato, in genere è nudo ossia senza pagliette a protezione della base dei fiori (i margini sono lacerati); la forma è piatta o da convessa a conica. Dimensione dei capolini: 5 - 7 mm.
Fiori.  I fiori sono tetra-ciclici (formati cioè da 4 verticilli: calice – corolla – androceo – gineceo) e pentameri (calice e corolla formati da 5 elementi). Si distinguono in:
- fiori del raggio (esterni) da 7 a 10 per capolino: sono femminili e sono disposti su una sola serie; la forma è ligulata (da strettamente oblunga a strettamente ellittica) terminante con alcuni denti; lunghezza del tubo: 1 - 2 mm; lunghezza della lamina: 2 - 3,5 × 1 - 1,5 mm;
- fiori del disco (centrali): sono più numerosi con forme tubulose terminanti con dei lobi ricurvi; sono ermafroditi (raramente sono funzionalmente maschili o parzialmente sterili); lunghezza dei fiori: 3 - 4 mm (tubo lungo 1 - 1,5 mm).

- Formula fiorale:

*/x K {\displaystyle \infty }, [C (5), A (5)], G 2 (infero), achenio
- Calice: i sepali del calice sono ridotti ad una coroncina di squame.

- Corolla: i colori della corolla sono giallo (i fiori del disco) e bianco (i fiori del raggio).

- Androceo: l'androceo è formato da 5 stami sorretti da filamenti generalmente liberi; gli stami sono connati e formano un manicotto circondante lo stilo; le teche (produttrici del polline) alla base sono troncate e sono lievemente auricolate (molto raramente sono speronate o hanno una coda); le appendici apicali delle antere hanno delle forme piatte e lanceolate; il tessuto endoteciale (rivestimento interno dell'antera) è quasi sempre polarizzato (con due superfici distinte: una verso l'esterno e una verso l'interno). Il polline è sferico con un diametro medio di circa 25 micron;  è tricolporato (con tre aperture sia di tipo a fessura che tipo isodiametrica o poro) ed è echinato (con punte sporgenti).[11][14]

- Gineceo: l'ovario è infero uniloculare formato da 2 carpelli.[7] Lo stilo (il recettore del polline) è profondamente bifido (con due stigmi divergenti) e con le linee stigmatiche marginali separate.[15] I due bracci dello stilo hanno una forma da lanceolata a deltoide e possono essere papillosi o ricoperti da ciuffi di peli. Lo stilo dei fiori del raggio è supinato.

Frutti. I frutti sono degli acheni con pappo; in alcune specie è presente un certo dimorfismo (gli acheni dei fiori del raggio differiscono dagli acheni dei fiori del disco);
- achenio: gli acheni, colorati da paglierino a rossastro, con forme oblunghe, sono lateralmente compressi con due nervature laterali; la superficie, strigosa, normalmente è glabrescente; la parete dell'achenio è formata da celle contenenti rafidi ma prive di fitomelanina; il carpoforo normalmente è anulare; le setole con punte a forma di ancora non sono presenti; lunghezza degli acheni: 1 mm;
- pappo: il pappo è formato da 2 serie di setole finemente barbate o (più raramente) piumose; le setole sono persistenti; esternamente alle serie di setole può essere presente una coroncina di scaglie; lunghezza del pappo: 2 - 3 mm.[11]

## Biologia
Impollinazione: tramite insetti (impollinazione entomogama tramite farfalle diurne e notturne).

Riproduzione: la fecondazione avviene fondamentalmente tramite l'impollinazione dei fiori.

Dispersione: i semi cadono a terra e vengono dispersi soprattutto da insetti come formiche (disseminazione mirmecoria). Un altro tipo di dispersione è zoocoria: gli uncini delle brattee dell'involucro (se presenti) si agganciano ai peli degli animali di passaggio che portano così i semi anche su lunghe distanze. Inoltre per merito del pappo il vento può trasportare i semi anche per alcuni chilometri (disseminazione anemocora).

## Distribuzione e habitat
La specie di questa voce è distribuita in Asia orientale. L'habitat preferito sono i pendii asciutti, i prati erbosi umidi sulle rive dei fiumi, i bordi stradali. Quote frequentate: vicino al livello del mare fino a 500 metri.

## Sistematica
La famiglia di appartenenza di questa voce (Asteraceae o Compositae, nomen conservandum) probabilmente originaria del Sud America, è la più numerosa del mondo vegetale, comprende oltre 23.000 specie distribuite su 1.535 generi, oppure 22.750 specie e 1.530 generi secondo altre fonti (una delle checklist più aggiornata elenca fino a 1.679 generi). La famiglia attualmente (2021) è divisa in 16 sottofamiglie; la sottofamiglia Asteroideae è una di queste e rappresenta l'evoluzione più recente di tutta la famiglia.

### Filogenesi
Il genere della specie di questa voce è descritto nella sottotribù Asterinae, una delle quasi 40 sottotribù della tribù Astereae. In base alle ultime ricerche nella tribù sono stati individuati (provvisoriamente) 5 principali lignaggi:
- Basal grade: include alcuni generi isolati, il gruppo "South American-Oceania",  alcune sottotribù africane e il gruppo dei generi legnosi del Madagascar.
- Bellis lineage: comprende le sottotribù eurasiatiche e una sottotribù africana.
- Aster lineage: include i generi asiatici di Asterinae e i principali gruppi dell'Australia e dell'Oceania.
- Baccharis lineage: include alcuni gruppi sudamericani.
- North American lineage: include la vasta gamma di sottotribù del Nordamerica, Messico e alcuni gruppi distribuiti nel Sudamerica.

Il genere  Turczaninovia  (insieme alla sottotribù Asterinae) è incluso nel Aster lineage i cui caratteri principali sono: la base delle antere sono prive di code e non sono calcarate (speronate); le linee stigmatiche dei bracci dello stilo sono totalmente separate; i due bracci dello stilo hanno una forma breve o allungata da lanceolata a deltoide e possono essere papillosi o ricoperti da ciuffi di peli (all'esterno, mentre all'interno sono glabri). La distribuzione della maggior parte delle specie di questo gruppo è nelle regioni temperate nord e sud.
La sottotribù Asterinae comprende una trentina di generi suddivisi in 4 rami principali:Psychrogeton - Hersileoides - Asterothamnus - Aster. Il genere di questa voce è incluso nel ramo denominato "Aster branch" e sottogruppo denominato "Amellus group" insieme ai generi Aster (sensu stricto), Miyamayomena (sensu stricto) e Rhynchospermum.
I caratteri distintivi della specie  Turczaninovia fastigiata sono:
- i capolini di tipo radiato sono piccoli, numerosi, e disposti in fitte sinflorescenze corimbiformi;
- il ricettacolo è alveolato con margini lacerati;
- la base dell'antera è ottusa;
- le punte dei rami dello stile sono lanceolate o talvolta lo stile non è sviluppato.

### Sinonimi
Sono elencati alcuni sinonimi per questa entità:
- Aster fastigiatus Fisch.
- Galatella fastigiata  (Fisch.) Nees
- Kalimeris fastigiata  (Fisch.) Sch.Bip.
- Aster flabellum  Vaniot
- Aster micranthus  H.Lév. & Vaniot
- Asteromoea japonica  Matsum.
- Boltonia japonica  Benth. & Hook.f.
- Kalimeris japonica  Sch.Bip.